# المنان محسن عطا
المنان محسن عطا (انگلیسی: El-Mannan Mohsin Atta؛ زادهٔ ۱۹۴۸) بازیکن فوتبال بود.
وی به‌همراه تیم ملی فوتبال سودان در بازی‌های المپیک تابستانی ۱۹۷۲ شرکت کرده‌است.